# Mapsidius iridescens
Mapsidius iridescens là một loài bướm đêm thuộc họ Scythrididae. Nó là loài đặc hữu của Kauai.
Ấu trùng ăn lá các loài Charpentiera.